# Pär Cederqvist
Pär Daniel Cederqvist, ofta kallad PC efter initialerna, född 10 mars 1980 i Värnamo, är en svensk före detta fotbollsspelare (anfallare) som bl.a spelat för IFK Värnamo i Superettan.

## Karriär
Cederqvist spelade i sin moderklubb IFK Värnamo till och med säsongen 2002. När säsongen 2003 startade var han 23 år och hade värvats till den nyblivna allsvenska mästaren Djurgårdens IF. På grund av redan bra anfallare i nya laget blev det ont om speltid. För att få mer speltid lånades han ut till samarbetsklubben Åtvidabergs FF under hösten. I hans debut för Åtvidaberg gjorde han tre mål borta mot Brommapojkarna, och blev därmed matchhjälte när matchen slutade 0-3. Våren 2004 blev det nytt försök att ta en plats i Djurgården, men fortfarande blev det ont om speltid. Inför hösten 2004 värvades Cederqvist till Östers IF som tack vare Fair Play tog en plats till UEFA-cupkvalet. Öster vann i den första kvalomgången men förlorade den andra och sista på grund av bortamålsregeln efter två oavgjorda möten. Men hösten 2004 blev ändå lyckad med 12 seriemål på 17 matcher. Säsongen 2005 var Cederqvist ett starkt bidrag till att laget lyckats kvala in till Allsvenskan. Väl uppe i Allsvenskan med Öster fungerade inte målsyttet lika bra. Han kom inte överens med klubben om förnyat kontrakt och lämnade klubben under sommarens transferfönster.
Efter att Cederqvist lämnat Öster skrev han på för Raufoss IL som spelar i Division 2 i Norge. När kontraktet med Raufoss IL gick ut i november 2006 var Walsall FC snabbt framme och fick hans namnteckning på ett kontrakt som skrevs under den 29 november 2006. Kontraktet med gällde till slutet av säsongen 2006/2007. Efter att inte ha erbjudits nytt kontrakt lämnade han klubben den 15 maj 2007. Totalt blev det tre matcher från start och åtta inhopp för Walsall men inget mål.

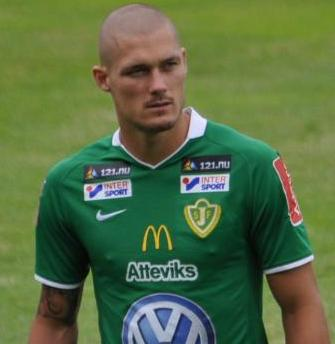
Cederqvist i J-Södra.

Den 28 juni 2007 presenterades Cederqvist som ny spelare för Landskrona BoIS med ett kontrakt på 2,5 år. Pärs debut för Landskrona BoIS skedde 8 juli 2007 mot Åtvidaberg. BoIS vann matchen med 4-2. Cederqvist gjorde ett mål. 26 juli 2007 var han tvåmålsskytt i 3-2-vinsten i Svenska Cupen borta mot IFK Norrköping vilket tog laget till semifinal.
Inför säsongen 2010 kom Cederqvist till Jönköpings Södra IF där han direkt fann sig tillrätta i anfallet. Hans första mål lät vänta något på sig och kom först i hans fjärde match, då mot FC Trollhättan men där blev det två mål. Sedan fortsatte målgörandet och i bortamötet mot sin gamla klubb Landskrona BoIS 5 juli 2010 satte Cederqvist ett hattrick. Matchen vanns med 3-0. Han lyckades göra 14 mål på 30 matcher i sin debutsäsong för J-Södra och han vann den interna skytteligan. Även 2011 började bra men en fotskada i matchen mot IFK Värnamo förstörde den större delen av säsongen.
Inför 2013 återvände Cederqvist till sin moderklubb IFK Värnamo i Superettan. I premiärmatchen av Superettan 2017 gjorde Cederqvist två mål i en 4–0-vinst över Åtvidabergs FF. Även i den andra omgången gjorde Cederqvist två mål, denna gång i en 5–2-vinst över Gefle IF.
Cederqvist avslutade sin karriär efter säsongen 2018.

## Meriter
- Vann Öster IF:s interna skytteliga 2004 och 2005
- Semifinalist i Svenska Cupen 2004 (Östers IF) och 2007 (Landskrona BoIS)
- Vann den interna skytteligan i Landskrona BoIS med 14 mål 2009
- Vann den interna skytteligan i Jönköpings Södra IF med 14 mål 2010

## Klubbar
- IFK Värnamo (Januari 2013 -2018)
- Jönköpings Södra IF (Januari 2010 -2012)
- Landskrona BoIS (Juni 2007 - november 2009)
- Walsall FC (november 2006 - 15 maj 2007)
- Raufoss IL (augusti 2006 - november 2006)
- Östers IF (2004-2006)
- Åtvidabergs FF (hösten 2003 - lånad från DIF)
- Djurgårdens IF (2003-2004)
- IFK Värnamo (-2002)

## Statistik: seriematcher/mål
- 2013: 30 (3) - Värnamo
- 2012: 27 (8) - J Södra
- 2011: 11 (4) - J Södra
- 2010: 30 (14) - J Södra
- 2009: 29 (14) - LBoIS
- 2008: 29 (7) - LBoIS
- 2007: 28 (9), varav i Walsall: 11 (0) och LBoIS: 17 (9)
- 2006: 23 (11), varav i ÖIF: 12 (1) och Raufoss: 11 (10)
- 2005: 28 (11)
- 2004: 20 (12), varav i DIF: 3 (0) och ÖIF: 17 (12)
- 2003: 18 (6), varav i DIF: 5 (0) och ÅFF: 13 (6)